# 미셸 맥매너스
미셸 맥매너스(Michelle McManus, 1980년 5월 8일 ~ )는 스코틀랜드의 가수로, 팝 아이돌 시즌 2의 우승자이다.